# Argelos, Landes
Argelos là một commune của tỉnh Landes ở Aquitaine, tây nam nước Pháp.